# Dostarlimab
Dostarlimab, comercializado bajo la marca Jemperli, es un anticuerpo monoclonal utilizado para tratar ciertos tumores sólidos como el cáncer de endometrio.

## Uso médico
Su principal indicación, es el tratamiento del cáncer recurrente o avanzado con deficiencia de reparación de emparejamientos erróneos (dMMR), según lo determinado por una prueba aprobada por la FDA, y que ha progresado durante o después de un tratamiento previo con un régimen que contiene platino. Se observaron beneficios en el 44% de los casos. Se administra intravenosamente.

## Efectos secundarios
Los efectos secundarios más frecuentes son cansancio, náuseas, diarrea y anemia. Otros efectos secundarios son dolor articular, erupción cutánea, fiebre y problemas tiroideos. Los efectos secundarios graves pueden incluir neumonitis, colitis, hipofisitis y hepatitis debido a disfunción inmunitaria. Su uso durante el embarazo puede dañar al feto. Se trata de un anticuerpo monoclonal que bloquea el receptor de muerte programada-1 (PD-1), permitiendo así que el sistema inmunitario elimine las células cancerosas.

## Historia
Dostarlimab fue aprobado para uso médico en los Estados Unidos y Europa en 2021. En Estados Unidos tiene un costo de 11 400 USD por cada 500 mg desde el 2022. En el Reino Unido esta cantidad cuesta unas 5 900 libras.